# 中国青少年发展基金会
中国青年发展基金会是1989年3月在北京成立的中華人民共和國全国性非营利性非政府组织。中国青少年发展基金会最著名的工程是发起和管理希望工程。希望工程主要帮助贫困边远地区的辍学学生重返校园，幫助他們完成初等教育。
因在脱贫攻坚战中作出突出贡献，2021年2月25日全国脱贫攻坚总结表彰大会上，中国青少年发展基金会被授予“全国脱贫攻坚先进集体”。